# Nils Brunsson
Nils Brunsson (* 26. Dezember 1946) ist ein schwedischer Organisationssoziologe und Professor für Business Administration an der Universität Uppsala.

## Leben
Brunsson studierte Philosophie und Wirtschaftswissenschaften an der Universität Göteborg. Nach dem Abschluss in Wirtschaftswissenschaften 1969 an der promovierte er dort 1976. Nach der Habilitation hatte er Professuren an den Universitäten Göteborg (1976–1979) und Uppsala (1979–1980) inne, bis er 1980 nach Stockholm wechselte. Dort ist er seit 1980 Professor und ab 1986 Inhaber des Lehrstuhls für Management und Organisation an der Handelshochschule Stockholm und Direktor des Center for Public Management (1982–2010). Darüber hinaus ist Brunsson seit 1997 auch Professor am European Institute for Advanced Studies in Management. 2010 verlässt Brunsson Stockholm und übernimmt die Professur für  Business Administration an der Universität Uppsala. Brunsson gilt, obwohl Professor der Ökonomie, als einer der einflussreichsten Impulsgeber der soziologischen Organisationsforschung, der daneben auch in der Pädagogik und Politologie intensiv rezipiert wird. 
Er hatte ebenfalls Gastprofessuren und Forschungsaufenthalte in Paris (2001–2002; 2009), Stanford (2004–2006), am Wissenschaftszentrum Berlin (2008) und die Niklas-Luhmann Gastprofessur an der Universität Bielefeld (2007).
Neben der Lehrtätigkeit engagiert sich Brunsson in verschiedenen akademischen Unternehmungen und den Redaktionen von Fachzeitschriften, beispielsweise dem Scandinavian Journal of Management oder Organizational Learning.
Im Sommersemester 2017 ist Nils Brunsson, nach seinem ersten Besuch vor zehn Jahren als "Luhmann"-Gastprofessor, abermals Gastwissenschaftler der Universität Bielefeld. 
Brunsson ist verheiratet und hat vier Kinder.

## Forschungsinteressen
Seine Forschungsschwerpunkte liegen im Bereich der Planungs- und Entscheidungstheorie, und insbesondere auf die Frage, wie die Form der Organisation Entscheidungsprozesse ihrer Mitglieder beeinflusst. Dabei geht er davon aus, dass organisationales Handeln erst dadurch rational wird, dass ihm ein irrationaler Entscheidungsprozess zugrunde liegt. Dies sei begründet in der großen Zahl inkonsistenter Ansprüche, die eine Gesellschaft an eine Organisation stelle. Darüber hinaus beschäftigt sich Brunsson mit der Begründung von Reformen in Organisationen. Er geht davon aus, dass Reformen nicht angegangen werden, um tatsächlich Verbesserungen der Organisation zu erreichen, sondern lediglich als routinierter Vorgang der Erzeugung von Stabilität einer Organisation. In den vergangenen Jahren hat Brunsson gemeinsam mit dem Soziologen Göran Ahrne die Theorie der "Metaorganisation" entwickelt. Einer breiten Leserschaft in der Organisationsforschung ist Brunsson durch seinen 1989 erschienen, vielzitierten Aufsatz "Administrative Reforms as Routines" bekannt geworden. 
Brunssons Werk gilt als ein wichtiger Impuls für die Systemtheorie Niklas Luhmanns, insbesondere für deren organisationssoziologische Thesen. Nicht zuletzt aus diesem Grund war er im Sommersemester 2007 Niklas-Luhmann-Gastprofessor an der Universität Bielefeld, an der er im Sommersemester 2017 erneut als Gastforscher lehrt. 

## Ehrungen
1987 wurde Brunsson der Preis für den besten Forscher der schwedischen Gesellschaft für Business Administration und Wirtschaft verliehen und ebenfalls der Dafolo Prize. 1996 wurde er von den Studenten zum Lehrer des Jahres gewählt. 2005 wurde ihm das sechsjährige Forschungsstipendium des schwedischen Wissenschaftsrats (Vetenskapsrådet) zugesprochen. 2009 wurde er zum Ehrenmitglied der European Group for Organizational Studies ernannt. 2011 erhielt er den Lilly Und Sven Thuréus Preis der Royal Society of Sciences.

## Veröffentlichungen
Brunsson hat über 20 Bücher und zahlreiche Artikel in Fachzeitschriften veröffentlicht, einige Texte erschienen darunter auch in deutscher Sprache.
- The Irrational Organization: Irrationality As a Basis for Organizational Action and Change. John Wiley & Sons Inc, 1985, ISBN 0-471-90795-2
- The Organization of Hypocrisy: Talk, Decisions, and Actions in Organizations. John Wiley & Sons Inc., 1989, ISBN 0-471-92074-6
- mit Johan P. Olsen: The reforming organization. Routledge, London 1993, ISBN 0-415-08287-0
- Organizing Organizations. Fagbokforlaget, Bergen-Sandviken 1998, ISBN 82-7674-422-2
- mit Bengt Jacobsson: A World of Standards. Oxford University Press, 2000, ISBN 0-19-925695-0
- Mechanisms of Hope. Maintaining the dream of the rational organization. Copenhagen Business School Press, 2006, ISBN 87-630-0145-4
- The Consequences of Decision-Making. Oxford University Press, 2007, ISBN 0-19-920628-7